# SN 1963U
SN 1963U – supernowa typu Pec odkryta 16 grudnia 1963 roku w galaktyce MCG +06-22-24. W momencie odkrycia miała maksymalną jasność 15,00m.